# Dermatolepis
Dermatolepis é um género de peixe da família Serranidae.
Este género contém as seguintes espécies:
- Dermatolepis dermatolepis (Boulenger, 1895)
- Dermatolepis inermis (Valenciennes, 1833)
- Dermatolepis striolata (Playfair, 1867)